# Apostolska nunciatura v Kuvajtu
Apostolska nunciatura v Kuvajtu je diplomatsko prestavništvo (veleposlaništvo) Svetega sedeža v Kuvajtu, ki ima sedež v Safatu.
Trenutni apostolski nuncij je Eugene Martin Nugent.

## Seznam apostolskih nuncijev
- Alfredo Bruniera (7. julij 1969 - 4. april 1975)
- Jean-Édouard-Lucien Rupp (1975 - 1978)
- Antonio del Giudice (22. december 1978 - 20. avgust 1982)
- Luigi Conti (19. november 1983 - 17. januar 1987)
- Marian Oles (28. november 1987 - 1991)
- Pablo Puente Buces (25. maj 1993 - 31. julij 1997)
- Antonio Maria Vegliò (2. oktober 1997 - 13. december 1999)
- Giuseppe De Andrea (28. junij 2001 - 27. avgust 2005)
- Paul-Mounged El-Hachem (27. avgust 2005 - 2. december 2009)
- Petar Antun Rajič (2. december 2009 - 15. junij 2015)
- Francisco Montecillo Padilla (5. april 2016 - 17. april 2020)
- Eugene Martin Nugent (7. januar 2021 - danes)